# Pontremoli
Pontremoli – miejscowość i gmina we Włoszech, w regionie Toskania, w prowincji Massa-Carrara.
Według danych na rok 2004 gminę zamieszkiwało 8255 osób, 45,4 os./km².

## Miasta partnerskie
- Morières-lès-Avignon
- Noto
- Trenczyńskie Cieplice